# Анатолійські хвойні та листяні мішані ліси
Анатолійські хвойні та листяні мішані ліси (ідентифікатор WWF: PA1202) — палеарктичний екорегіон середземноморських лісів та чагарників, розташований в Туреччині, на заході Анатолії.

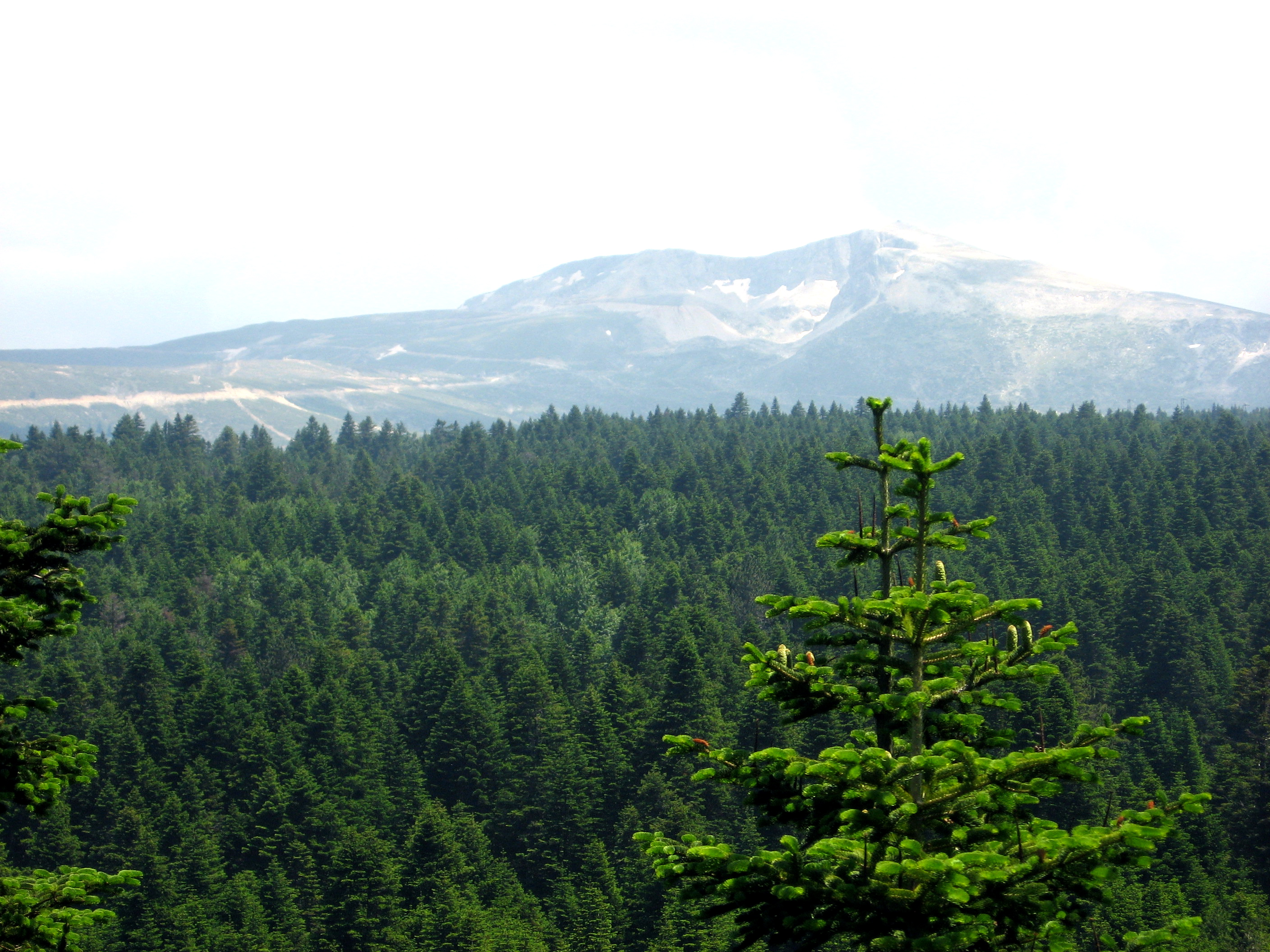
Ліс улудазької ялиці

## Географія
Екорегіон анатолійських хвойних та мішаних лісів охоплює гори і плоскогір'я Західної Анатолії, від південного узбережжя Мармурового моря на південь до провінцій Бурдур і Анталія. На захід від нього, в передгір'ях та на узбережжі Егейського моря, розташований екорегіон мішаних та склерофільних лісів Егеї та Західної Туреччини. На північному сході екорегіон переходить у більш вологі Евксинсько-Колхідські широколистяні ліси. На схід від екорегіону, на Анатолійському плоскогір'ї, де панує більш сухий і континентальний клімат, поширені хвойні ліси, сухі широколистяні ліси та степи. В Таврських горах, на південь та на південний схід від регіону, поширені гірські хвойні та листяні ліси Південної Анатолії.
Найвищою вершиною регіону є гора Улудаг (в давнину відома як Малий Олімп) висотою 2543 м, розташована в горах Улудаг на південь від Мармурового моря. На півострові Біга, на крайньому північному заході регіону, розташовані гори Каз-Даги, найвищою вершиною яких є гора Іда висотою 1770 м. Іншими гірськими хребтами екорегіону є гори Сюндікен (1786 м) на північному сході, гори Афьон (1992 м) на сході та гори Айдин (1831 м), Боз (2159 м), Сімав (1800 м) і Умурлар (1314 м) на заході. Загалом середня висота гір екорегіону становить 1500 м.
В центральній частині екорегіону беруть свій початок річки Великий Мендерес та Гедиз, які течуть на захід, впадаючи в Егейське море. На півночі регіону протікає річка Сімав, що тече на північ і впадає в Мармурове море. Північно-східна частина регіону лежить в межах басейну річки Сакар'я, яка разом зі своїми притоками тече на північ та впадає в Чорне море. Південно-східна частина регіону включає кілька внутрішніх басейнів, річки яких впадають у солоні або солоно-лужні озера, такі як Бурдур, Аджигьоль та Ишикли.

## Клімат
В межах екорегіону переважає середземноморський клімат, який характеризується спекотним і сухим літом та дощовою зимою. Середньорічна кількість опадів коливається від 400 до 600 мм. Клімат змінюється зі сходу на захід і з півночі на південь. В західній частині екорегіону, де вплив Середземного моря найсильніший, зими є більш м'якими, а опадів випадає більше. В східних та північних частинах екорегіону, ближчих до Центральної Анатолії, домінує більш континентальний клімат із холоднішими зимами та меншою кількістю опадів.

## Флора
Рослинні угруповання екорегіону змінюються від середземноморського склерофільного маквісу та чагарників на півдні до широколистяних лісів Євро-Сибірського поясу на півночі. Із заходу на схід тут все більше переважають Ірано-Туранські угруповання. Оскільки євросибірські угруповання, як правило, домінують у регіоні Чорного моря на півночі, а ірано-туранські угруповання домінують на Анатолійському плоскогір'ї на сході, цей екорегіон можна вважати перехідною зоною або екорегіоном-мостом серед різноманітних екорегіонів Анатолії.
Основними лісовими угрупованнями екорегіону є соснові ліси, де поширені кримські сосни (Pinus nigra ssp. pallasiana) та турецькі сосни (Pinus brutia), а також мішані дубові рідколісся та чагарники, основу яких складають бурґундські дуби (Quercus cerris), грецькі дуби (Quercus ithaburensis subsp. macrolepis) та кермесові дуби (Quercus coccifera). Хоча ліси турецької сосни в цьому екорегіоні менш поширені, ніж в мішаних та склерофільних лісах Західної Туреччини, їх можна побачити в західних передгір'ях гірських масивів регіону та у внутрішніх тектонічних западинах. Деякі з найбільш збережних лісів турецької сосни можна побачити в горах Айдин і Боз на висоті до 1000 м над рівнем моря, на території між містами Денізлі та Сімав, а також в горах Сюндікен на висоті від 300 до 900 м над рівнем моря. На поширення турецької сосни впливає континентальність клімату: з її збільшенням в лісах починає все більше домінувати кримська сосна. 
Кримські сосни  (Pinus nigra ssp. pallasiana) поширені переважно в горах на висоті понад 1000 м над рівнем моря та у східній частині екорегіону, де клімат більш континентальний. Хоча в деяких горах кримські сосни утворюють моновидові насадження, зазвичай цей вид зустрічається в мішаних лісах разом з турецькою сосною, дубами (Quercus spp.), ялівцями (Juniperus spp.) та турецькими ялицями (Abies nordmanniana subsp. equi-trojani). У західній частині екорегіону на висоті понад 1000 м над рівнем моря кримські сосни переважно утворюють змішані насадження з турецькими соснами, а у східній частині — разом з бурґундськими дубами, пухнастими дубами (Quercus pubescens) і звичайними дубами (Quercus robur). В підліску цих лісів зустрічається багато дерев і кущів, характерних для степів Центральної Анатолії, зокрема маслинколисті груші (Pyrus elaeagrifolia), колючий терен (Prunus spinosa) та глід (Crateagus spp.), а також трав'янистих рослин. У найвищих гірських вершинах, поблизу верхньої межі лісу, кримські сосни формують рідколісся разом з ялівцями.
Дуби зустрічаються переважно у мішаних сосново-дубових лісах, а у деяких місцевостях є домінуючими видами. Вони ростуть як у вологих, так і у посушливих частинах регіону, а також трапляються на деградованих ділянках. Найбільш поширеною породою дубів в регіоні є бурґундський дуб  (Quercus cerris). В лісах, що ростуть на південь від Мармурового моря, він часто зустрічається в асоціації з іншими євросибірськими деревами. В лісостепових і деградованих районах також широко поширені пухнасті дуби (Quercus pubescens). Крім вищезгаданих видів, в екорегіоні також зростають грецькі дуби (Quercus ithaburensis subsp. macrolepis), македонські дуби (Quercus trojana), звичайні дуби (Quercus robur ssp. robur) та угорські дуби (Quercus frainetto).
Серед інших широколистяних порід дерев, що зустрічаються в лісах екорегіону, слід згадати східний граб (Carpinus orientalis), їстівний каштан (Castanea sativa) та волоський горіх (Juglans regia). Останні два види поширені переважно у вологих біотопах уздовж схилів і струмків. У горах Улудаг переважають східні буки (Fagus orientalis) та ендемічні улудазькі ялиці (Abies nordmanniana subsp. bornmulleriana), а в горах Каз-Даги — турецькі ялиці (Abies nordmanniana subsp. equi-trojani).
Загалом у цьому екорегіоні не так багато ендеміків, як у сусідніх екорегіонах гірських хвойних і листяних лісів. Це пояснюється відсутністю високих гір і глибоких долин, які в інших місцях забезпечували притулок для багатьох видів під час льодовикових періодів та підтримували поширення видів з півночі на південь протягом плейстоцену. З іншого боку, гори Каз-Даги, Улудаг та інші великі гірські масиви підтримують існування деяких унікальних флористичних угруповань та ендемічних рослин. Зокрема, в горах Каз-Даги зростає близько 800 видів рослин, з яких 68 видів є ендеміками Туреччини, а 31 вид — цього гірського хребта.

## Фауна
В екорегіоні зустрічаються такі птахи, як беркути (Aquila chrysaetos), ягнятники (Gypaetus barbatus), великі яструби (Accipiter gentilis), орли-карлики (Hieraaetus pennatus), лучні дерихвости (Glareola pratincola), морські пісочники (Charadrius alexandrinus), чорні лелеки (Ciconia nigra) та білоокі черні (Aythya nyroca). Серед заростей очерету на водно-болотних угіддях регіону гніздяться малі баклани (Microcarbo pygmaeus), звичайні кваки (Nycticorax nycticorax), великі пірникози (Podiceps cristatus) та великі чепури (Egretta garzetta). У горах можна побачити європейську сарну (Capreolus capreolus), дику свиню (Sus scrofa) і благородного оленя (Cervus elaphus). В горах Улудаг мешкають вовки (Canis lupus) та бурі ведмеді (Ursus arctos).

## Збереження
Оцінка 2017 року показала, що 667 км², або 1 % екорегіону, є заповідними територіями. Природоохоронні території включають: Національний парк Кушченетті, Національний парк Улудаг, Національний парк Каздаги, Троянський історичний національний парк, Природний заповідник Гюрендаги, Природний заповідник Вакиф-Чамлиги та Природний заповідник Дандіндере.